# Ґуннар Ґуннарссон
Заголовок цієї статті — це ісландське ім'я, де Ґуннар — особове ім'я, а Ґуннарссон — ім'я по батькові. 
Ґу́ннар Ґу́ннарссон (ісл. Gunnar Gunnarsson; *18 травня 1889 — †21 листопада 1975) — ісландський письменник, що писав данською мовою. Його дитинство минуло в місцевості Валтйофсстадюр (Valþjófsstaður) в долині Фльотсдалюр (Fljótsdalur) та в Льотстадірі (Ljótsstaðir) у фйорді Вопнаф'єрдюр (Vopnafjörður). Став одним із найбільш читаних романістів у Данії та Німеччині.
Праця Ґуннара Af Borgslægtens Historie стала першим ісландським твором, який було екранізовано у фільмі.

## Біографія
Гуннар Гуннарссон народився в бідній селянській родині в містечку Вальтьоуфсстадюр, поблизу ферми Скридуклаюстюр у долині Фльотсдалюр на сході Ісландії. У віці семи років разом із батьками переїхав на ферму Льотсстадір в громаді Вопнафьордюр, де роком пізніше померла його мати.
Ще в ранньому віці Гуннар захопився літературою, почав писати вірші та короткі оповідання.  1906 року, коли йому було 17 років, вийшла перша його книга — невелика збірка поезій.
Сім'я була надто бідна, щоб дати Гуннару гарну освіту.  Працюючи на фермі, він відвідував лише маленькі сільські школи.
Неодноразово номінувався на Нобелівську премію.